# شو تشي
شو تشي هو لاعب كرة قدم صيني في مركز الوسط، ولد في 9 مارس 1992 في شانغهاي في الصين. لعب مع شانغهاي غرينلاند شينهوا.